# Hastur Lord
Hastur Lord este un roman științifico-fantastic (de fantezie științifică) din ianuarie 2010 al scriitoarei americane Marion Zimmer Bradley scris împreună cu Deborah J. Ross. 
Face parte din Seria Darkover (Sub-ciclul Against the Terrans: The Second Age; Împotriva pământenilor: a doua epocă) care are loc pe planeta fictivă Darkover din sistemul stelar fictiv al unei gigante roșii denumită Cottman. Planeta este dominată de ghețari care acoperă cea mai mare parte a suprafeței sale. Zona locuibilă se află la doar câteva grade nord de ecuator.
În cronologia Darkover, Hastur Lord are loc la 10 ani după The World Wreckers.